# Sakarçäge
 Sakarçäge è la città capoluogo dell'omonimo distretto situato nella provincia di Mary, in Turkmenistan. 